# Брум (Австралія)
Брум (англ. Broome) — місто в північно-західній частині австралійського штату Західна Австралія, центр графства Брум. Населення міста за оцінками на 2006 рік становило приблизно 11,5 тисяч чоловік, а населення всього району — 15,4 тисяч осіб (2008 рік).
З південно-східної сторони міста вглиб континенту простирається Велика Піщана пустеля. З XIX століття відомий як Порт перлів. Сьогодні в основному це місце паломництва туристів.

## Історія

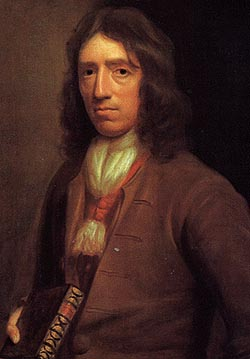
Вільям Дампір

Західне узбережжя Австралії було офіційно відкрите голландцем Дірком Хартогом у 1616 році. До 1688 року про західне узбережжя Австралії мало хто знав. Саме тому коли англійський письменник, художник і пірат Вільям Дампір випадково наткнувся на цей берег, йдучи під вітрилами піратського судна «Тони». Повернувшись додому, Дампір опублікував нотатки своїх подорожей. Його описи і малюнки сильно розпалили уяву співвітчизників. Із Королівського флоту був виділений корабель на освоєння Нової Голландії, як тоді називали Австралію.
Експедицію Дампіра на військовому кораблі «Роубак» визнали невдалою. У її ході не було відкрито нічого нового, а сама експедиція закінчилася сумно — прогнилий «Роубак» наповнився водою і затонув. Дампіру вдалося врятуватися. У звіті про свою подорож він повідомляв, що знайшов цілу колонію жемчужниць або перлових раковин. Тільки в 1854 році в місці, яке Дампір назвав затокою Шарк, почали добувати перли. Однак промисел перлів був успішним лише частково. Одночасно з освоєнням затоки Шарк в затоці Нікол, розташованому по сусідству, знайшли величезних молюсків, званих Pinctada maxima. Раковина цього величезного молюска служила джерелом найкращого у світі перламутру — сировини для виробництва ґудзиків.

## Клімат
Хоча Брум і знаходиться в тропіках, насправді має напівпосушливий клімат. Як і у більшості австралійських тропіків, у місті присутні два види сезони: сухий сезон і вологий сезон. Сухий сезон триває з травня по листопад з майже кожним ясним днем і максимальні температури приблизно 30 градусів Цельсія. Вологий сезон триває з грудня до березня, з максимальною температурою приблизно 35 градусів Цельсія, з досить нестійкими тропічними зливами, і високою вологістю. Щорічне середнє число випадаючих опадів у Брум становить 598,9 мм, 76 % яких випадають з січня по березень.
| Клімат Брума | Клімат Брума | Клімат Брума | Клімат Брума | Клімат Брума | Клімат Брума | Клімат Брума | Клімат Брума | Клімат Брума | Клімат Брума | Клімат Брума | Клімат Брума | Клімат Брума | Клімат Брума |
| Показник | Січ          | Лют          | Бер          | Кві          | Тра          | Чер          | Лип          | Сер          | Вер          | Жов          | Лис          | Гру          | Рік          |
| --- | ------------ | ------------ | ------------ | ------------ | ------------ | ------------ | ------------ | ------------ | ------------ | ------------ | ------------ | ------------ | ------------ |
| Середній максимум, °C | 33,4         | 33,3         | 34,2         | 34,3         | 31,2         | 28,3         | 27,9         | 29,8         | 31,7         | 32,8         | 33,9         | 34,1         | 32,1         |
| Середній мінімум, °C | 26,1         | 26,0         | 25,2         | 22,3         | 18,1         | 15,3         | 14,1         | 15,3         | 18,4         | 22,0         | 24,7         | 26,1         | 21,1         |
| Норма опадів, мм | 158,4        | 143,5        | 100,9        | 29,8         | 20,7         | 23,3         | 4,3          | 2,6          | 1,2          | 0,7          | 13,3         | 76,8         | 574,9        |
| Джерело: worldweather.org [Архівовано 1 вересня 2011 у Wayback Machine.], Погода та Клімат [Архівовано 9 липня 2011 у Wayback Machine.], Туристичний портал [Архівовано 6 жовтня 2011 у Wayback Machine.] |              |              |              |              |              |              |              |              |              |              |              |              |              |

## Кабл-біч

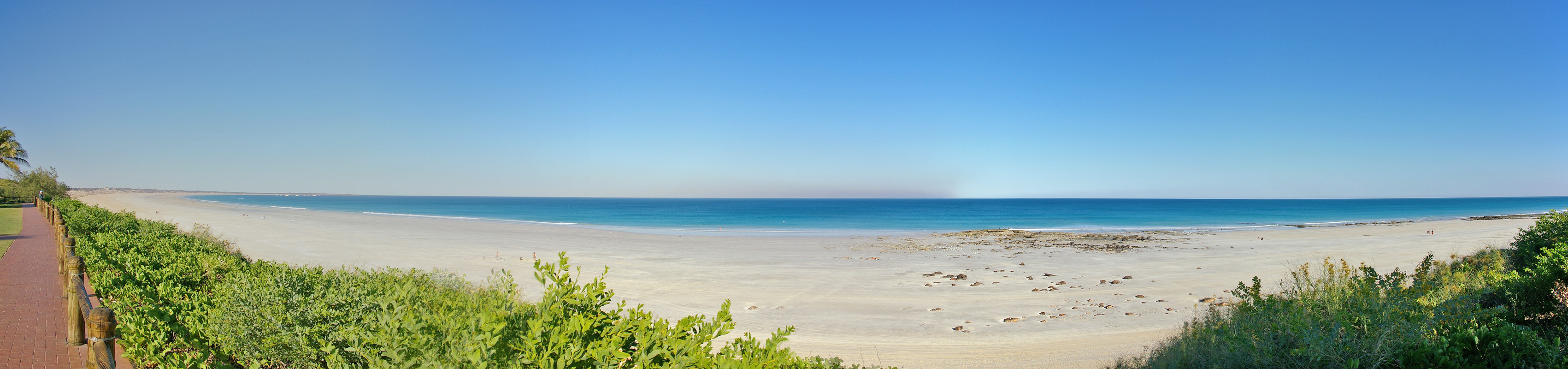
Панорама пляжа

Однією з найвідоміших пам'яток Брума є Кабл-бич — пляж, що витягнувся на 7 км від самого міста вздовж асфальтованої дороги. Сам берег має протяжність 22,5 км. Берег з чистим білим піском, який щодня вимиваються чистою океанічної водою, як магніт притягує до себе туристів. Вода пляжу абсолютно прозора і має бірюзовий відтінок. Для тих, хто бажає поплавати існують застереження з листопада по березень, тому що в цей період активні отруйні медузи. На пляжі існують пункти прокату чотириколісних мотоциклів. Свої послуги пропонують погоничі верблюдів.